# التاکانیادا (کالیفرنیا)
التاکانیادا، کالیفرنیا (به انگلیسی: Altacanyada, California) یک محدوده ثبت‌نشده در ایالات متحده آمریکا است که در شهرستان لس آنجلس ایالت کالیفرنیا واقع شده‌است.

## خصوصیات
التاکانیادا ۵۵۹ متر بالاتر از سطح دریا واقع شده‌است.